# 建康 (司马保)
建康（319年四月—320年五月）是東晋晉元帝太兴年间南阳王司马保自称晋王的年号，共计2年。

## 纪年
| 建康 | 元年  | 二年  |
| ---- | ----- | ----- |
| 公元 | 319年 | 320年 |
| 干支 | 己卯  | 庚辰  |

## 参看
- 中国年号索引
- 其他时期使用建康的年号
- 同期存在的其他政权年号
  - 大兴（318年三月-321年）：东晋元帝司馬睿年号
  - 玉衡（311年-334年）：成汉政权李雄的年号
  - 光初（318年十月-329年八月）：前赵政权刘曜的年号
  - 建兴：前凉政权年号